# Moriani-Plage
Moriani-Plage (appelée localement Padulella) est une station balnéaire située sur la commune de San-Nicolao, à quarante kilomètres au sud de Bastia, en Haute-Corse.

## Géographie
La station est située sur la RT 10 (ex-RN 198) qui relie Bastia à Bonifacio.
Le sentier de randonnée mare a mare Nord traverse l'île d'Est en Ouest en reliant Moriani-Plage à Cargèse sur la côte occidentale de l'île, en passant par Évisa, le col de Vergio, Albertacce, Calacuccia, Corte.

## Histoire
C'est de Padulella que Pascal Paoli, âgé d'une quinzaine d'années, s'embarqua en 1739 pour son premier exil. 